# Ford Model B (1904)
La Ford Model B è un'autovettura prodotta dalla casa automobilistica statunitense Ford dal 1904 al 1905 in sostituzione della Ford Model A.

## Il contesto
La tecnica costruttiva della model B era molto simile a quella del modello precedente quindi longheroni con assali rigidi e doppie balestre ellittiche.
Il motore invece era del tutto differente rispetto a quello della Model A; era un 4 cilindri a valvole laterali con cilindrata totale di 4649 cm³ ed erogante circa 29 hp.
L'auto, con trasmissione epicicloidale, veniva venduta ai tempi al prezzo di 2.000 dollari, ma non ebbe molti compratori; ne risultano prodotti circa 500 esemplari. Venne sostituita nel 1906 dalla Ford Model K.